# Kurt Maetzig

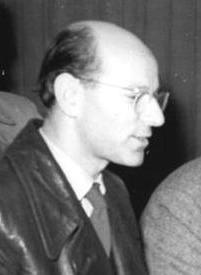
Maetzig im Jahr 1955 bei einer Vorführung des zweiten Thälmann-Films

Kurt Maetzig (* 25. Januar 1911 in Berlin; † 8. August 2012 in Bollewick-Wildkuhl) war ein deutscher Filmregisseur. Zu seinen bekanntesten Filmen zählen Ehe im Schatten (1947), die zweiteilige Biografie Ernst Thälmann – Sohn seiner Klasse und Ernst Thälmann – Führer seiner Klasse (1954/1955) sowie Das Kaninchen bin ich (1965).
Er prägte maßgeblich den Film der DDR. Zudem war er Mitbegründer, Mitlizenzträger und Vorstandsmitglied der DEFA. Sein Werk als Regisseur umfasst neben Beiträgen für die Wochenschau 23 abendfüllende Spielfilme und sechs Dokumentarfilme.

## Leben
Kurt Maetzig war der Sohn von Robert Maetzig (1880–1975) und dessen Ehefrau Marie Lyon (1881–1945). Er erwarb schon im väterlichen Betrieb, der Filmkopieranstalt FEKA, wesentliche Kenntnisse über die Filmherstellung. Nach dem Abitur im Jahr 1930 studierte er an der TH München Chemie, Ingenieur-, Volks- und Betriebswissenschaften sowie in Paris an der Sorbonne Soziologie, Psychologie und Jura. 1935 begann er Titelvorspänne und Werbetrickfilme herzustellen und promovierte in München mit dem Thema Das Rechnungswesen einer Film-Kopieranstalt.
1937 wurde ihm wegen der jüdischen Abstammung seiner Mutter (sie beging kurz vor Kriegsende Suizid) die Arbeit beim Film untersagt. Maetzig betrieb nun in Werder (Havel) ein kleines fotochemisches Labor und hielt Vorträge über Filmtechnik. 1944 trat er in die verbotene KPD ein. Gemeinsam mit seiner späteren Frau Marion Keller half er Zwangsarbeitern und sowjetischen Kriegsgefangenen, die in der Nähe des Labors untergebracht waren.
Unmittelbar nach dem Krieg wirkte er an der Neuausrichtung des Films und Erneuerung der deutschen Filmkunst in der Sowjetischen Besatzungszone mit. Er war im Mai 1946 einer der Mitbegründer der DEFA und Initiator und erster Direktor der DEFA-Wochenschau Der Augenzeuge. Einer der Höhepunkte seines damaligen Schaffens wurde der Film Ehe im Schatten nach der Novelle Es wird schon nicht so schlimm von Hans Schweikart. Dem beliebten Schauspieler Joachim Gottschalk war im Dritten Reich nahegelegt worden, sich von seiner jüdischen Frau zu trennen, worauf die Eheleute den gemeinsamen Freitod wählten. Ehe im Schatten wurde 1947 der erfolgreichste deutsche Film. Im September 1949 nahm Maetzigs Film Die Buntkarierten als erster ostdeutscher Beitrag am Filmfestival Cannes 1949 teil.
Außer diesem wurden vier weitere von Maetzigs späteren Filmen mit dem Nationalpreis der DDR ausgezeichnet. Unter diesen befanden sich auch die beiden Propagandafilme über Ernst Thälmann, bei deren Entstehung Walter Ulbricht persönlich in die Gestaltung eingriff: Ernst Thälmann – Sohn seiner Klasse (1954) und Ernst Thälmann – Führer seiner Klasse (1955). 
Im Jahre 1950 wurde Maetzig Mitglied in der Deutschen Akademie der Künste Berlin (Ost), ab 1955 war er Professor für Filmregie und Direktor der Deutschen Hochschule für Filmkunst Potsdam-Babelsberg (bis 1964) und 1956 wurde er erster Vorsitzender der Vereinigung der Filmklubs der DDR.
Sein Film Das Kaninchen bin ich (1965) nach einem Roman von Manfred Bieler durfte nicht aufgeführt werden. Trotz dieses Verbots verhielt Maetzig sich weiterhin systemkonform. Von 1967 bis 1988 war er Mitglied im Vorstand des Verbandes der Film- und Fernsehschaffenden der DDR. 1973 wurde er Präsident der Zentralen Arbeitsgemeinschaft für Filmklubs beim Ministerium für Kultur. 1981 erhielt er den Stern der Völkerfreundschaft und 1986 den Vaterländischen Verdienstorden. Von 1973 bis 1978 war er Vizepräsident der FICC (Fédération Internationale des Ciné-Clubs), der Unesco-Vereinigung nichtkommerzieller Filmklubs, und ab 1979 deren Ehrenpräsident auf Lebenszeit. Er war Jurymitglied der Berlinale 1983. Im Jahr 1986 wurde er zu seinem 75. Geburtstag für das Gesamtschaffen mit dem Findlingspreis ausgezeichnet. 2010 erhielt er den Preis der DEFA-Stiftung für seine Verdienste um den deutschen Film.
Über seine Person wurden mehrere Dokumentarfilme gedreht.

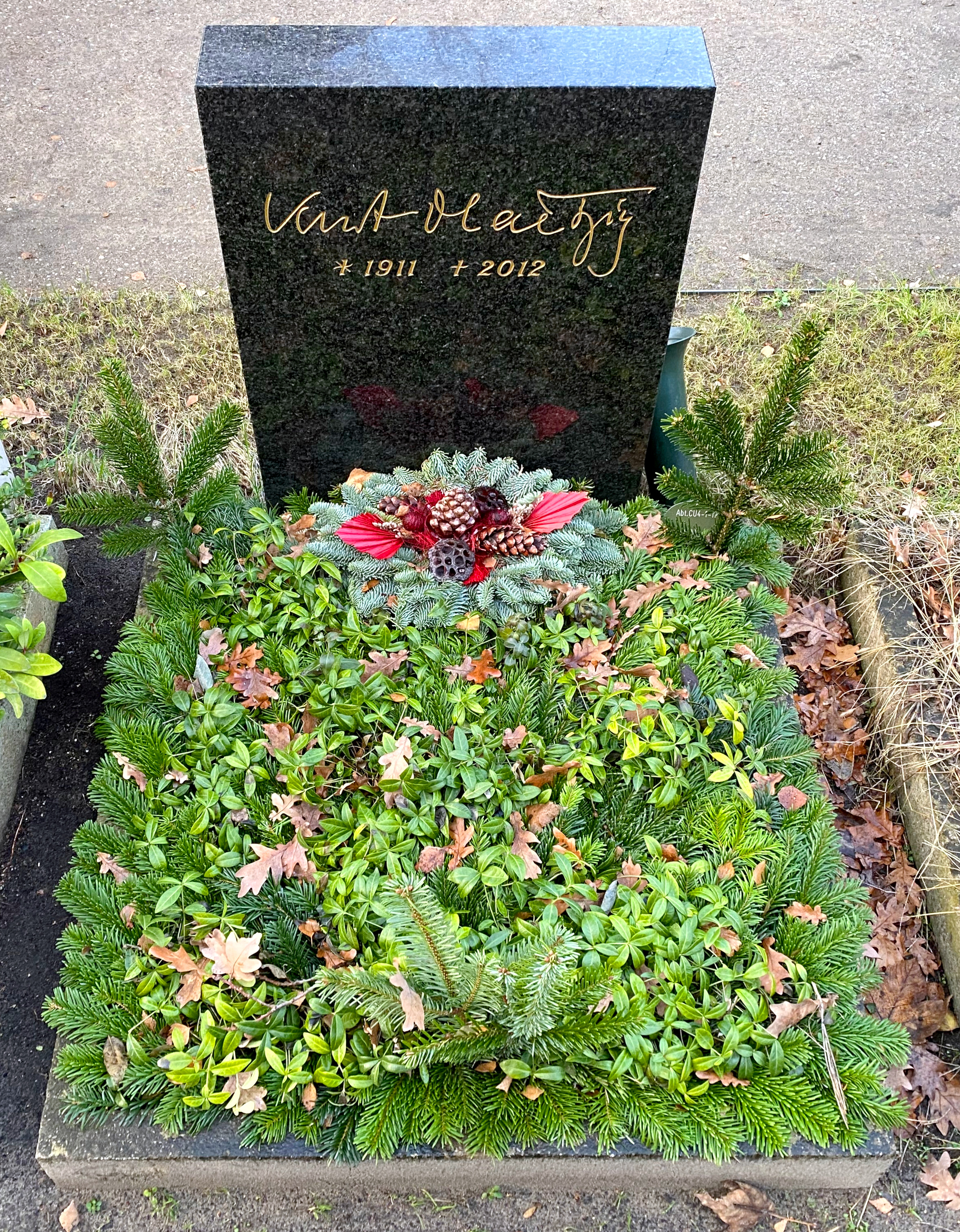
Urnengrabstätte Kurt Maetzigs

Kurt Maetzig war viermal verheiratet, darunter mit der Journalistin Marion Keller und der Schauspielerin Yvonne Merin, und war Vater von drei Kindern. Sein umfangreicher schriftlicher Nachlass befindet sich im Archiv der Akademie der Künste in Berlin. Maetzigs Urne wurde am 31. August 2012 auf dem Berliner Dorotheenstädtischen Friedhof beigesetzt. Die Trauerrede hielt Andreas Dresen.

## Filmografie
- 1946: Berlin im Aufbau (Kurz-Dokumentarfilm)
- 1946: FDGB (Dokumentarfilm)
- 1946: Musikalischer Besuch (Kurz-Dokumentarfilm)
- 1946: 1. Mai 1946 (Kurz-Dokumentarfilm)
- 1946: Leipziger Messe 1946 (Kurz-Dokumentarfilm)
- 1946: Einheit SPD – KPD (Kurz-Dokumentarfilm)
- 1947: Ehe im Schatten
- 1949: Die Buntkarierten
- 1950: Der Rat der Götter
- 1950: Immer bereit (Dokumentarfilm)
- 1950: Familie Benthin
- 1952: Roman einer jungen Ehe
- 1954: Ernst Thälmann – Sohn seiner Klasse
- 1955: Ernst Thälmann – Führer seiner Klasse
- 1956: Schlösser und Katen – Der krumme Anton
- 1956: Schlösser und Katen – Annegrets Heimkehr
- 1957: Vergeßt mir meine Traudel nicht
- 1958: Das Lied der Matrosen
- 1959: Der schweigende Stern
- 1961: Septemberliebe
- 1961: Der Traum des Hauptmann Loy
- 1961: Der Schatten (Fernsehfilm)
- 1963: An französischen Kaminen
- 1964: Preludio 11
- 1965: Das Kaninchen bin ich
- 1967: Das Mädchen auf dem Brett
- 1967: Die Fahne von Kriwoj Rog
- 1969: Aus unserer Zeit – 4. Episode: Der Computer sagt: nein (Episodenfilm)
- 1972: Januskopf
- 1975: Mann gegen Mann
- 1979: Addio, piccola mia (Darsteller)